# Boom Boom (canção de Mabel)
Boom Boom foi o tema que representou a Dinamarca no Festival Eurovisão da Canção 1978, interpretado em dinamarquês pela banda Mabel. A letra e a música foi feita pelos membros da banda Michael Trempenau, Andy Kulmbak, Christian Have, Peter Nielsen e a orquestração esteve a cargo de Helmer Olesen. Esta foi a primeira canção dinamarquesa desde 1966, uma ausência de doze anos.
A canção foi a 16.ª a ser interpretada na noite do evento, a seguir à canção grega e antes da canção luxemburguesa interpretada por Baccara. No final da votação, terminaram em 16.ª lugar e receberam 16 votos. 
A canção é cantada a partir de um diálogo entre amigos, com um explicando que estava sofrendo de uma doença. Os outros sugerem-lhe que podia ser, mas eles relatam que as suas queixas parecem indicar que ele estava sofrendo de amor- com o ritmo do coração dando o nome à canção: Boom Boom.